# 랴오양현
랴오양현(한국어: 요양현, 중국어: 辽阳县, 병음: Liáoyáng Xiàn)는 중화인민공화국 랴오닝성 랴오양 시의 행정구역이다. 넓이는 2853km2이고, 인구는 2007년 기준으로 600,000명이다.

## 행정 구역
14개 가도, 1개 향, 2개 민족향을 관할한다.
- 진: 首山镇, 穆家镇, 兰家镇, 柳壕镇, 小屯镇, 沙岭镇, 八会镇, 唐马寨镇, 寒岭镇, 河栏镇, 小北河镇, 刘二堡镇, 黄泥洼镇, 隆昌镇.
- 향: 下达河乡.
- 민족향: 甜水满族乡, 吉洞峪满族乡.